# Škand Gumānīk Vičār

Le Škand Gumānīk Vičār est un livre apologétique du IXe siècle écrit en pehlevi et destiné à défendre la religion mazdéenne.

## Le livre
Il est attribué à Martan Farrux (fa), fils de Ohrmazddad, un mazdéen dont on sait seulement qu'il a vécu en Perse au milieu du IXe siècle. Il cite à plusieurs reprises le Denkard d'Ādurfarnbag ī Farroxzādān, ce qui permet de le dater de la seconde moitié du IXe siècle. Il est rédigé en pazand (en), l'un des systèmes d'écriture du moyen perse. Cette particularité est l'un des intérêts du livre, puisqu'il subsiste peu de textes en pazand. Son deuxième intérêt principal est de décrire la doctrine mazdéenne dans la dernière période de son évolution. Enfin, il donne de précieuses informations sur les différences entre mazdéisme et manichéisme. Le titre a été traduit par « La solution décisive des doutes ». Il s'agit pour son auteur de défendre le mazdéisme, alors dominé et menacé par l'expansion de l'islam. Le livre s'adresse à un lecteur mazdéen qui pourrait être séduit par d'autres croyances.

## Contenu
Le livre comporte seize chapitres. La première partie du livre, qui suit un chapitre d'introduction où l'auteur se présente et décrit son projet, est une apologie du mazdéisme,. Les chapitres 2 à 4 sont des réponses à des objections d'un adversaire musulman. L'auteur démontre que l'existence d'un rival n'est pas une preuve de l'imperfection de Dieu. Il expose la nécessité de supposer l'existence d'un principe du mal. L'existence d'Ahriman permet d'exonérer Ohrmazd de la responsabilité du mal. Le chapitre 5 est dirigé contre les athées et établit l'existence de Dieu. Le chapitre 6 établit, contre les matérialistes (dahriyya) l'existence d'un ordre spirituel (menog), de sorte que la réalité ne se limite pas au monde sensible (getig). Les chapitres 7 à 9 sont consacrés à l'Antagoniste, le principe du mal. Le chapitre X aborde la question du Salut de l'âme et de la vie future.
La seconde partie polémique contre l'islam, le judaïsme, le christianisme et le manichéisme.
Le livre se distingue par l'usage qu'il fait de l'argumentation rationnelle. La réfutation des religions monothéistes est organisée de façon logique plus que chronologique. Ainsi, l'auteur commence par l'examen de l'islam, parce que le caractère monothéiste y est plus accentué.
Aux religions monistes, qui n'admettent qu'un Principe, l'auteur oppose un problème de théodicée : elles rendent Dieu responsable du mal. La réfutation concerne aussi la notion de création ex nihilo, jugée contraire à la raison. L'auteur raisonne : pour créer la lumière, encore faut-il en concevoir la nature dans son esprit. Il faut donc que la lumière existe déjà, car on ne peut se représenter ce qui n'a pas d'existence. Un second argument concerne la durée de la Création : si Dieu crée tout à partir de rien et par la seule puissance de sa parole, pourquoi la création du monde lui prend-elle six jours ? 
Le dernier chapitre vise le manichéisme. Beaucoup de points communs facilitent la confusion entre les deux religions. La principale différence avec le mazdéisme concerne la nature du principe du mal. Le zoroastrisme conteste l'idée que le monde matériel a été créé par Ahriman. Le monde des corps n'est pas mauvais en soi, mais les forces du mal s'y introduisent. La création est le moyen dont Ohrmazd se sert pour lutter contre son rival. À la fin des temps, la lutte du bien contre le mal aboutit à l'expulsion des forces d'Ahriman. Le mazdéisme se distingue par son optimisme : alors que dans la doctrine de Mani, le monde matériel est détruit par le feu, le mazdéisme soutient que rien ne sera anéanti. Ce chapitre seize est malheureusement incomplet dans les manuscrits existants.

## Éditions
Le texte est édité pour la première fois en 1887 par Edward William West (en).
Il est traduit en français par Pierre Jean de Menasce en 1945.